# Gårtjärnet (Silleruds socken, Värmland, 659335-130989)
Gårtjärnet är en sjö i Årjängs kommun i Värmland och ingår i Göta älvs huvudavrinningsområde.